# Ульріх Гаммер
Ульріх Гаммер (нім. Ulrich Hammer; 26 березня 1918, Верро — ?) — німецький офіцер-підводник, оберлейтенант-цур-зее крігсмаріне.

## Біографія
16 вересня 1939 року вступив на флот. З 27 серпня 1943 року — командир підводного човна U-367, з 6 січня 1944 року — U-430, з 1 квітня по 5 травня 1945 року — U-733.

## Звання
- Кандидат в офіцери (16 вересня 1939)
- Фенріх-цур-зее (1 липня 1940)
- Оберфенріх-цур-зее (1 липня 1941)
- Лейтенант-цур-зее (1 березня 1942)
- Оберлейтенант-цур-зее (1 жовтня 1943)